# Dixie (film)
Dixie – amerykański film biograficzny z 1943 roku w reżyserii A. Edwarda Sutherlanda, z udziałem Binga Crosby'ego i Dorothy Lamour.

## Obsada
- Bing Crosby jako Daniel Decatur Emmett
- Dorothy Lamour jako Millie Cook
- Billy De Wolfe jako Pan Bones
- Marjorie Reynolds jako Marjorie Reynolds
- Lynne Overman jako Pan Whitlock
- Eddie Foy Jr. jako Pan Felham
- Raymond Walburn jako Pan Cook
- Grant Mitchell jako Pan Mason
- Clara Blandick jako Pani Mason
- Tom Herbert jako Homer
- Robert Warwick jako Pan LaPlant
- Norma Varden jak Pani LaPlant

i inni